# Mademoiselle Clairon
Pour les articles homonymes, voir Clairon (homonymie) et Léris.
Mademoiselle Clairon, ou encore la Clairon, nom de scène de Claire Josèphe Hippolyte Léris, dite Claire Josèphe Hippolyte Léris Clairon de Latude, née le 25 janvier 1723 à Condé-sur-l'Escaut et morte le 9 pluviôse an XI à Paris 10e, est une actrice française.

## Carrière théâtrale

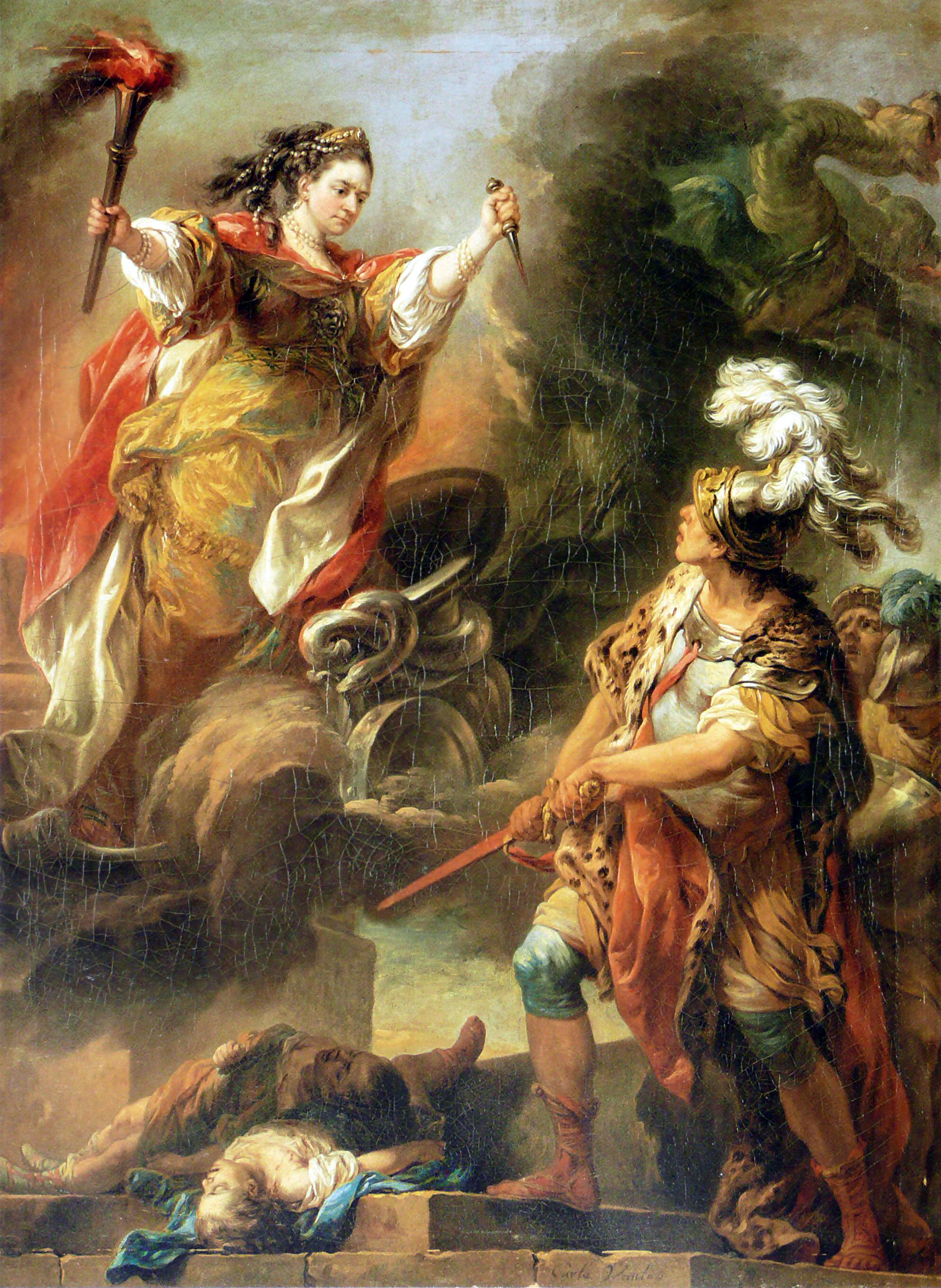
Charles André van Loo, Mademoiselle Clairon en Médée (1760), Potsdam, Nouveau Palais.

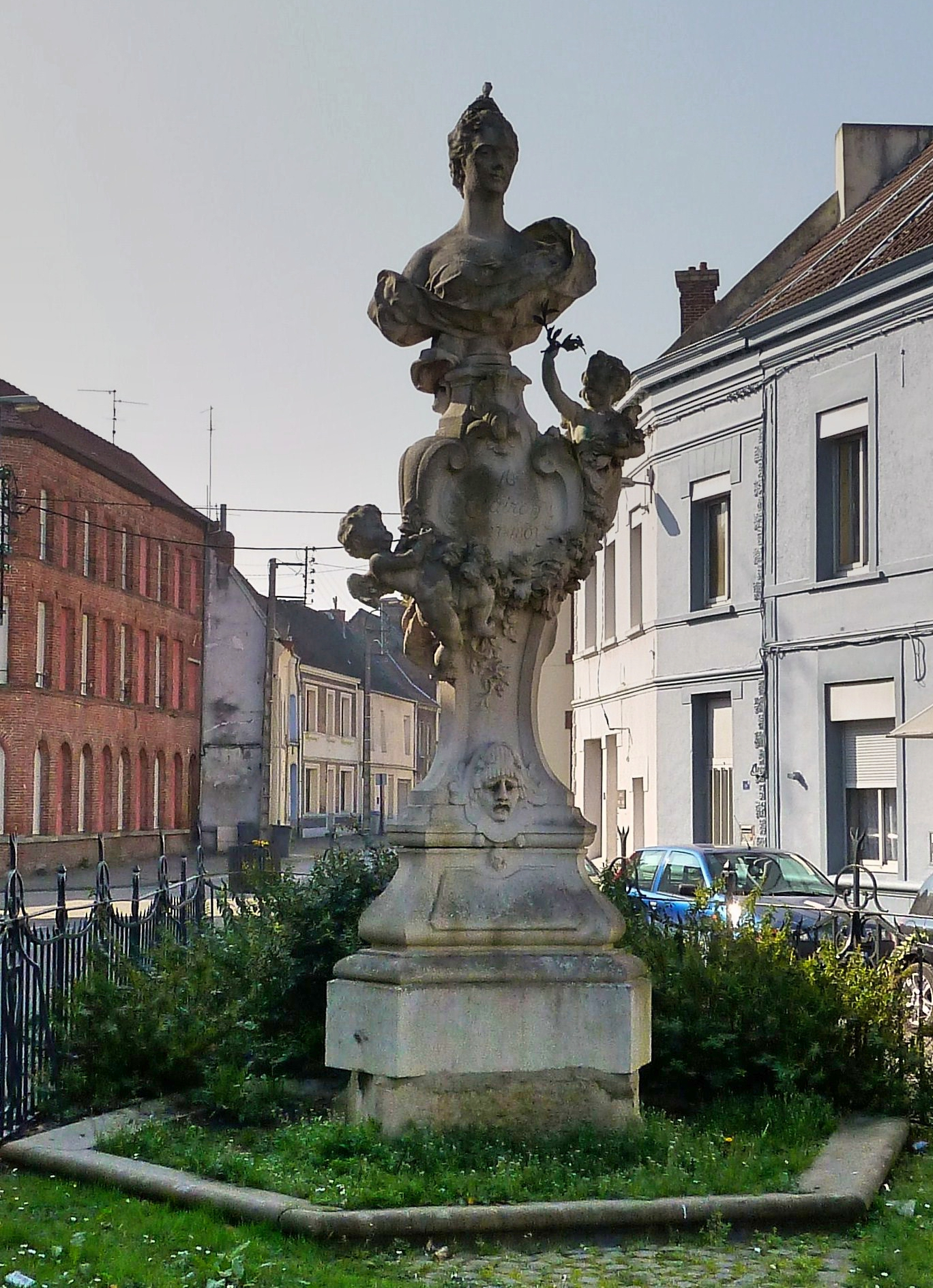
Henri Gauquié, Monument de la Clairon (1901), Condé-sur-l'Escaut.

Fille naturelle de François-Joseph-Désiré Léris, sergent au régiment de Mailly, et de Marie-Claire Scana-Piecq (probablement batelière), Mlle Clairon n'a de cesse, toute sa vie, de travestir sa propre histoire. S'affublant d'une origine bourgeoise, elle se fit appeler Claire-Hippolyte Léris de La Tude et prit le pseudonyme de Clairon, en souvenir de sa mère dont c'était vraisemblablement le sobriquet. Dans ses Mémoires (Paris 1799) — qui sont extrêmement peu fiables tant pour les faits que pour les dates —, elle raconte qu'elle fut baptisée pendant le carnaval par le curé et le vicaire qui, n'ayant pas pris le temps de se changer, étaient déguisés l'un en Arlequin et l'autre en Gille…
Si Mlle Clairon était dénigrée, elle n'en fut pas moins l'une des plus grandes actrices de son temps. Maltraitée par sa mère, qui voulait en faire une couturière, Mlle Clairon savait à peine lire à l'âge de onze ans. Elle quitta le domicile maternel pour se rendre à Paris et s'installa, par hasard, en face de la célèbre comédienne Dangeville, qui fit naître chez elle le désir d'entrer au théâtre. Elle débuta à la Comédie-Italienne le 8 janvier 1736, n'ayant pas encore atteint l'âge de treize ans. Au bout d'un an, elle fut engagée au théâtre de Rouen, où elle resta quatre années. Un soupirant dédaigné fit paraître un pamphlet grossier contre elle, intitulé Histoire de la vie et mœurs de Mlle Cronel, dite Frétillon, écrite par elle-même, actrice de la Comédie de Rouen (La Haye, 1739). Elle quitta Rouen et s'en alla jouer à Lille, Gand et Dunkerque, où elle reçut un ordre de début pour l'Opéra et où elle parut en mars 1743.
Consciente que le théâtre parlé lui conviendrait mieux que le théâtre chanté, elle demanda à débuter à la Comédie-Française, ce qu'elle fit le 19 septembre 1743 dans le rôle de Phèdre de Jean Racine. Le succès fut tel qu'elle fut reçue sociétaire le mois suivant.

Rivale impitoyable de Mlle Dumesnil, la Clairon travaillait assidûment et méticuleusement chaque vers, chaque mot, chaque intonation. Le résultat fit dire à David Garrick, de passage à Paris : 

« Elle est trop actrice, et l'art d'un grand acteur est de faire oublier jusqu'à son nom quand il paraît sur scène »

. Cette rivalité maladive vira à la jalousie, sentiment que la Clairon ne peut dissimuler dans ses Mémoires et qui écartelait Voltaire, qui disait « ma bonne Dumesnil » et se proclamait par ailleurs « claironien ».
En 1765, plusieurs comédiens, dont Mlle Clairon, s'étaient prononcés pour l'exclusion d'un des leurs, l'acteur Dubois, qui avait fait un faux serment dans un procès scandaleux. Les comédiens refusèrent de jouer le Siège de Calais et furent emprisonnés au For-l'Évêque. La Clairon y fut également conduite, mais en carrosse, et durant les cinq jours que dura son incarcération, un flot de visiteurs se pressa pour voir la chambre qu'on lui avait meublée. Voltaire lui écrit, à cette occasion, le 1er mai 1763 :

« L’homme qui s’intéresse le plus à la gloire de Mlle Clairon, et à l’honneur des beaux-arts, la supplie très-instamment de saisir ce moment pour déclarer que c’est une contradiction trop absurde d’être au For-l’Évêque si on ne joue pas, et d’être excommunié par l’évêque si on joue ; qu’il est impossible de soutenir ce double affront, et qu’il faut enfin que les Welches se décident. Les acteurs, qui ont marqué tant de sentiments d’honneur dans cette affaire, se joindront sans doute à elle. Que Mlle Clairon réussisse ou ne réussisse pas, elle sera révérée du public ; et si elle remonte sur le théâtre comme un esclave qu’on fait danser avec ses fers, elle perd toute sa considération. J’attends d’elle une fermeté qui lui fera autant d’honneur que ses talents, et qui fera une époque mémorable. »

Sa santé étant fort ébranlée, son médecin lui conseilla le repos, ce qu'elle fit auprès de Voltaire en août 1765. Elle resta un mois à Ferney, puis décida que l'air de la Provence lui serait plus propice, et rentra à Paris en novembre. C'est alors qu'elle décida de quitter définitivement le théâtre : elle n'y revint plus jamais, sauf pour se produire en privé, comme en 1770, où elle interpréta Hypermnestre de Lemierre à la cour.
Elle se consacra dès lors à l'amélioration de la situation des comédiens, poursuivant son action en vue de faire lever l'excommunication dont les comédiens français étaient frappés. Elle avait fait rédiger en 1761, par l'avocat Huerne de La Motte, une brochure intitulée Liberté de la France contre le pouvoir arbitraire de l'excommunication. Elle continua son action et se fit également professeur, recevant comme élèves Larive et Mlle Raucourt.
Elle eut pendant 19 ans une liaison tumultueuse avec le comte de Valbelle qui la quitta en 1773.
Le jeune margrave d'Ansbach, Charles-Frédéric d'Anspach-Bayreuth, tomba éperdument amoureux d'elle et l'emmena dans sa principauté, où elle passa 17 années. Elle revint à Paris à la veille de la Révolution, sombra dans la misère et vint vivre auprès de sa fille adoptive, Marie-Pauline Ménard, veuve de La Riandrie, chez qui elle mourut le 29 janvier 1803.
Inhumée en 1803 au cimetière de Saint-Sulpice de Vaugirard à Paris, elle fut transférée au cimetière du Père Lachaise le 29 août 1837. Elle y repose dans la 19e division. Ses funérailles se déroulèrent sans problèmes, ce qui n'avait pas été le cas de Marie-Adrienne Chameroy, danseuse disparue seulement un an auparavant en 1802, que le curé de l'Église Saint-Roch de Paris avait refusé d'accueillir, l'église catholique ayant alors assoupli sa position.

## Rôles principaux
- 1743 : Andromaque de Jean Racine, Comédie-Française : Hermione.
- 1743 : Phèdre de Jean Racine, Comédie-Française : Phèdre.
- 1747 : Annibal de Marivaux, Comédie-Française : Laodice[9].
- 1752 : Les Héraclides de Jean-François Marmontel : Olympie[10].
- 1755 : L'Orphelin de la Chine de Voltaire : Idamé.
- 1760 : Tancrède de Voltaire : Adémaïde.
- 1764 : Olympie de Voltaire : Olympie.
- Athalie de Jean Racine : Athalie.
- Bajazet de Jean Racine : Roxane.
- Blanche et Guiscard de Bernard-Joseph Saurin : Blanche.
- Didon de Jean-Jacques Lefranc de Pompignan : Didon.
- Médée de Pierre Corneille : Médée.

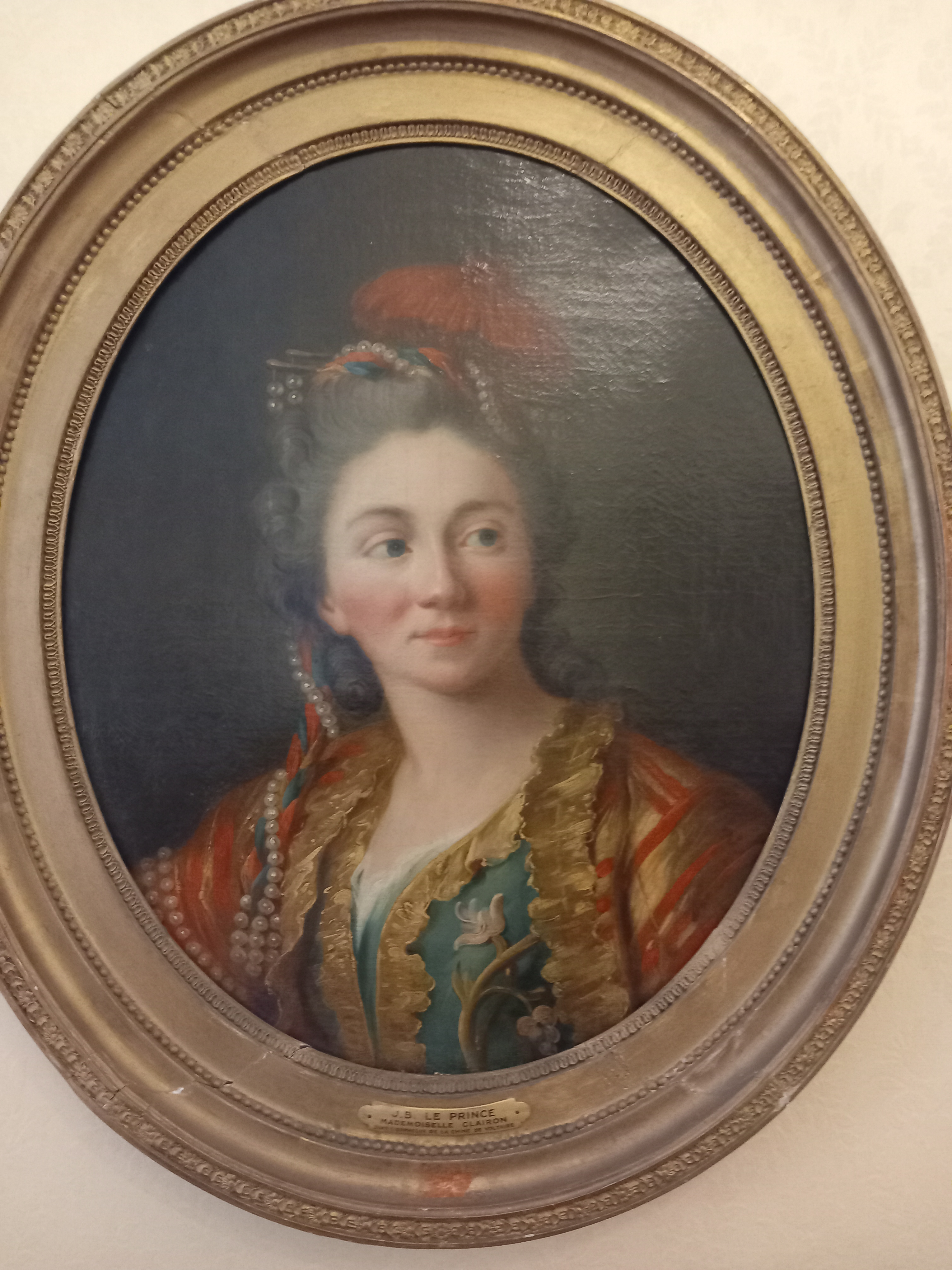
Portrait de Mlle Clairon dans le rôle d'Idamé, huile sur toile vers 1755 par Jean-Baptiste Le Prince

## Publications
- François-Charles Huerne de La Mothe, Mademoiselle Clairon, Memoire a consulter, sur la question de l'excommunication ; que l'on prétend encourue par le seul fait d'acteurs de la Comédie françoise, Paris, 1761 (en ligne).
- François-Charles Huerne de La Mothe, Mademoiselle Clairon, Libertés de la France contre le pouvoir arbitraire de l'excommunication ; ouvrage dont on est spécialement redevable aux sentimens généreux & supérieurs de mademoiselle Clai**, Amsterdam, 1761 (en ligne).
- Mémoires d'Hyppolite Clairon et réflexions sur l'art dramatique publiés par elle-même, Paris, Buisson, 1798 (en ligne) ; nouvelle éd. augm. contenant 1 Mémoires et faits personnels ; 2 Réflexions morales et morceaux détachés ; 3 Réflexions sur l'art dramatique et sur la déclamation théâtrale, le tout accompagné de notes contenant des faits curieux et des observations utiles, et précédé d'une notice sur la vie de Mlle Clairon, éd. par François Andrieux, Paris, 1822 (en ligne) ; dans Ecrits sur l'art théâtral, Acteurs : (1753-1801). I, Spectateurs, éd. par Sabine Chaouche, Paris, 2005  (ISBN 2745312308).

## Iconographie
- Charles André van Loo, Mademoiselle Clairon en Médée, 1760, Potsdam, Nouveau Palais, tableau de interprété en gravure par Laurent Cars en 1764.
- Mademoiselle Clairon, gravure de Noël Le Mire d'après Hubert-François Gravelot.
- Henri Gauquié, Monument de la Clairon, 1901, buste en pierre, Condé-sur-l'Escaut[11].